# Železárny Engelsberg
Železárny Engelsberg (švédsky Engelsbergs bruk) je název jedné ze švédských kulturních památek chráněných UNESCEM. Jedná se o průmyslový komplex, který v minulosti zpracovávál železnou rudu pocházející z tradiční těžební oblasti Bergslagen. Nacházejí se v centrální části Švédska, v kraji Västmanland přibližně 150 km severozápadně od Stockholm. V 18. a 19. století to byla jedna z nejmodernějších železáren v Evropě. Komplex zahrnuje rezidenční budovy správců s okolním parkem, administrativní budovy, dělnické bydlení, pivovar, hostinec s ubytovnou a především průmyslové stavby (vysoká pec, kovárna, atd.), ve kterých se nachází veškeré technické vybavení. Ke konci 19. století byla huť v ekonomických potížích kvůli konkurenci ze zahraničí, která využívala moderní technologii. V roce 1919 byl závod uzavřen. Stroje a technická zařízení jsou stále plně funkční.
Železárny využívaly vodu řeky Snytenån spojující jezera Åmänningen a Kolbäcksån. Výškový rozdíl mezi jezery je 12 m, plocha povodí 240 km² a průměrný průtok 2 m³/s.